# Sergeant Major of the Army

SMA-Abzeichen

Sergeant Major of the Army (SMA) ist der höchste Unteroffizierdienstgrad der US Army. Es gibt jeweils nur einen NCO (Non-Commissioned Officer), der diesen Rang und gleichzeitig diese Dienststellung innehat. Er ist der Senior Enlisted Advisor des Chief of Staff of the Army.

## Aufgaben

Flagge des SMA

Der SMA dient als Vorgesetzter des Unteroffizierkorps der US Army und gehört dem Stab des Chief of Staff of the Army an. Er ist Berater in allen Dienstangelegenheiten, die die Unteroffiziere der Army betreffen, insbesondere in den Bereichen Soldatenausbildung und Lebensqualität.
Während eines Großteils seiner Zeit ist er in der ganzen US Army unterwegs, überwacht die Ausbildung und spricht mit den Soldaten und deren Familien.
Der SMA ist zwar ein Unteroffizier, im Protokoll ist der SMA jedoch höher eingeordnet als die Generalleutnants der Army.

## Liste der Sergeants Major of the Army
| Nr. | Name                     | Bild | Beginn der Berufung | Ende der Berufung |
| --- | ------------------------ | ---- | ------------------- | ----------------- |
| 17  | Michael R. Weimer        |      | 4. August 2023      |                   |
| 16  | Michael A. Grinston      |      | 9. August 2019      | 4. August 2023    |
| 15  | Daniel A. Dailey         |      | 2015                | 9. August 2019    |
| 14  | Raymond F. Chandler III. |      | 2011                | 2015              |
| 13  | Kenneth O. Preston       |      | 2004                | 2011              |
| 12  | Jack L. Tilley           |      | 2000                | 2004              |
| 11  | Robert E. Hall           |      | 1997                | 2000              |
| 10  | Gene C. McKinney         |      | 1995                | 1997              |
| 9   | Richard A. Kidd          |      | 1991                | 1995              |
| 8   | Julius W. Gates          |      | 1987                | 1991              |
| 7   | Glen E. Morrell          |      | 1983                | 1987              |
| 6   | William A. Connelly      |      | 1979                | 1983              |
| 5   | William G. Bainbridge    |      | 1975                | 1979              |
| 4   | Leon L. Van Autreve      |      | 1973                | 1975              |
| 3   | Silas L. Copeland        |      | 1970                | 1973              |
| 2   | George W. Dunaway        |      | 1968                | 1970              |
| 1   | William O. Wooldridge    |      | 1966                | 1968              |

|                 |                 |               |
| SMA von 1966–79 | SMA von 1979–94 | SMA seit 1994 |